# مرغ مگس گردن‌یاقوتی

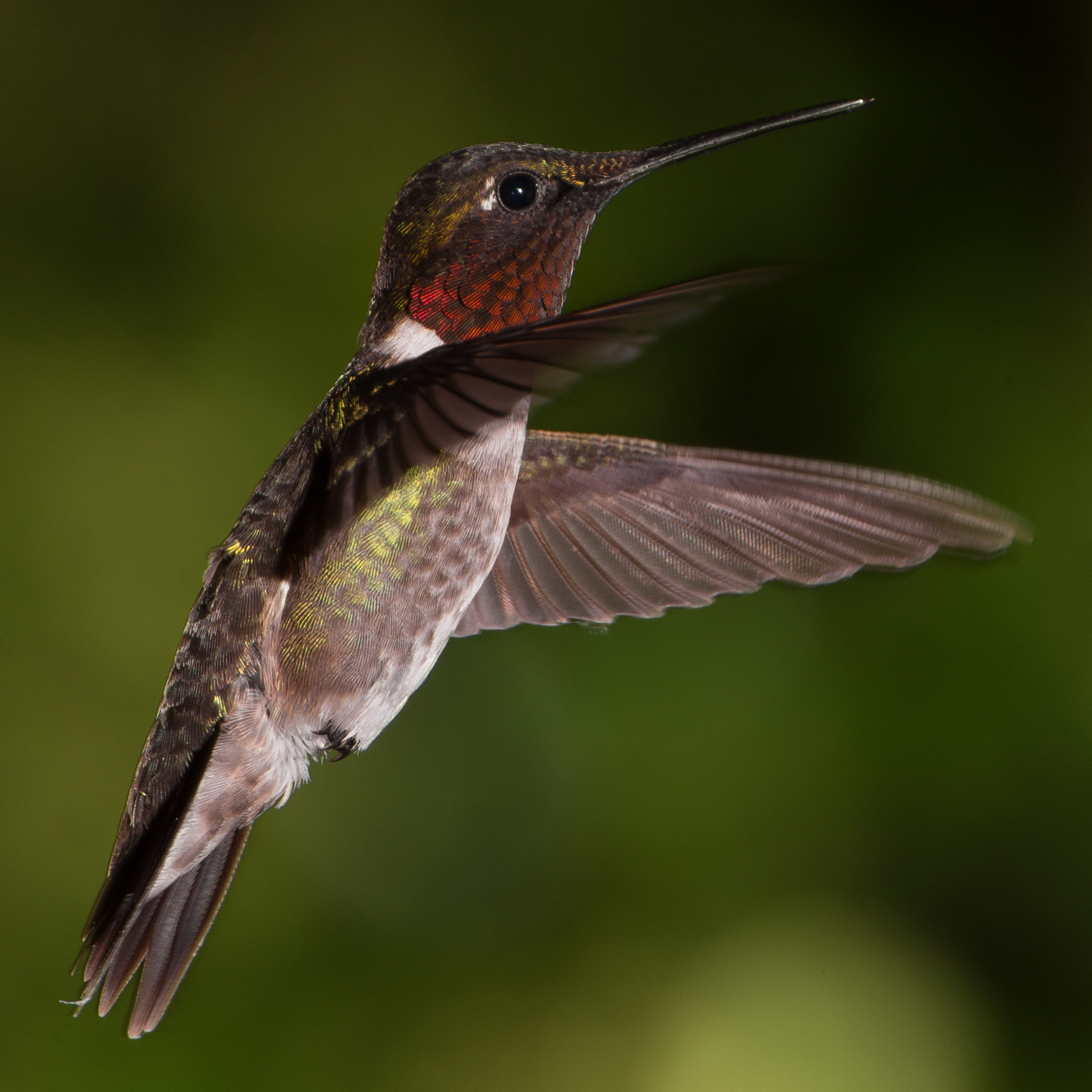
مرغ مگس گردن‌یاقوتی

مرغ مگس گردن‌یاقوتی پرنده‌ای کوچک است از سردهٔ مرغ زرین‌پر (Archilochus). این پرنده، تنها گونه‌ای از مرغ‌های مگس است که در خاور رودخانهٔ میسیسیپی در آمریکا لانه می‌سازد.